# SNX21
SNX21‏ (Sorting nexin family member 21) هوَ بروتين يُشَفر بواسطة جين SNX21 في الإنسان.